# Georg Belzar
Georg Belzar (* 19. Juni 1570 in Ulm; † 31. März 1626 in Dresden) war ein deutscher Mediziner und kursächsischer Leibarzt.

## Leben und Ausbildung
Georg Belzar, geboren in Ulm, war der Sohn des Schneiders Hans Belzar und dessen Frau Catharina Froschmeier, die 1570 verstarb. Trotz der ursprünglichen Absicht, ein Handwerk zu erlernen, finanzierte Georg seinen Schulunterricht bis zum 19. Lebensjahr durch das Unterrichten anderer Schüler.
Sein Studium begann er am 3. April 1589 an der Universität Tübingen, wo er sich als „Georgus BELSERUS, Ulmensis“ einschrieb. Bereits nach einem Jahr erreichte er den Grad eines Bakkalars und zwei Jahre später den eines Magisters. Nach einem kurzen Ausflug in die Theologie wechselte er zur Medizin und setzte sein Studium an verschiedenen Universitäten fort, darunter Altdorf, Jena, Leipzig und schließlich Wittenberg, wo er 1601 promovierte. Am 3. Juli 1601 graduierte er zum Lizentiaten der Medizin und erhielt am 8. September desselben Jahres seine Promotion.

### Karriere
Georg Belzar begann seine medizinische Praxis 1595 in Eilenburg, wo er sich auch eine Apotheke kaufte. Am 2. Januar 1605 wurde er vom Rat von Meißen als Stadtarzt berufen, zu diesem Anlass veröffentlichten seine Freunde aus Eilenburg eine Schrift in Leipzig. Am 16. Juni 1611 ernannte ihn der Kurfürst Christian II. zum Leibarzt, und er wurde am 15. August desselben Jahres zusammen mit Georg Leuschner vereidigt. Sein Gehalt betrug 500 fl., zuzüglich 90 fl. Mietzuschuss und zehn Schragen Buchenholz. Im Jahr 1625 wurde ihm die Verwaltung der Hofapotheke übertragen. Belzar behandelte nicht nur im Kurfürstentum Sachsen, sondern auch den böhmischen Adel.
Er begleitete seinen Dienstherrn zu wichtigen politischen Ereignissen, darunter den Kurfürstentag 1611 in Nürnberg und die Kaiserwahl 1612 in Frankfurt. Während seiner Karriere veröffentlichte Belzar 1611 in Dresden, noch als Stadtarzt von Meißen, eine Pestschrift mit therapeutischen und prophylaktischen Ratschlägen auf Wunsch von Rat und Bürgern. Der Anhang enthielt eine Liste mit Heilmitteln und deren Preisen.

## Familie
Georg Belzar war mit Maria Steinenhausen († 1643) verheiratet, der Tochter eines Hallenser Gastgebers und Kaufmanns. Sie hatten mehrere Kinder, darunter Maria Margaretha (1614–1665), die den kursächsischen Leibarzt Balthasar Hahn heiratete. Zum Zeitpunkt seines Todes überlebten ihn seine Frau, vier Töchter und ein Schwiegersohn. Drei Söhne und acht Töchter waren vor ihm verstorben. Belzar selbst musste 1619 und 1625 schwere Krankheiten überwinden. Nach dem Tod seines Schwiegersohns Christian Anesorge († 1632) und seiner Tochter Justina († 1633) zog seine Witwe Maria deren vier Enkel groß.